# Districte de Guebwiller

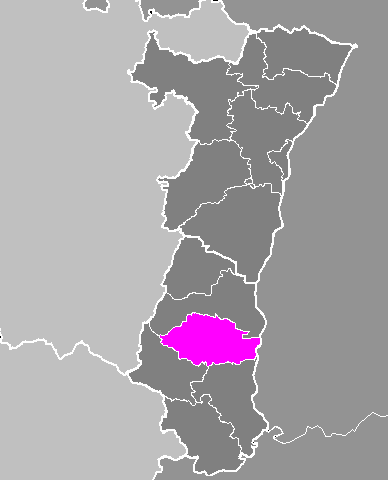
Localització del Districte de Guebwiller

El Districte de Guebwiller (alsacià Gawiller) és un dels sis en què es divideix el departament francès de l'Alt Rin, a la regió del Gran Est. Té 4 cantons i 47 municipis. El cap del districte és la sotsprefectura de Guebwiller.

## Cantons
- cantó d'Ensisheim
- cantó de Guebwiller
- cantó de Rouffach
- cantó de Soultz-Haut-Rhin